# Квебек Булдогз
«Квебек Булдогз» (англ. Quebec Bulldogs) — бывшая профессиональная команда, выступавшая в Национальной хоккейной лиге. Первоначально команда называлась «Хоккейный клуб Квебека» (англ. Quebec Hockey Club), а позже была переименована в «Спортивный клуб Квебека» (англ. Quebec Athletic Club). С 1889 года команда выступала в Любительской хоккейной ассоциации Канады . Перед сезоном 1910 года CHA преобразовалась в NHA, клуб из Квебека стал выступать под названием «Квебек Бульдогз.»
В 1920 году команда переехала в Гамильтон, Онтарио и сменила название на «Гамильтон Тайгерз». Команда дважды становилась обладателем Кубка Стэнли в сезонах 1911/12 и 1912/13.

## История клуба
Хоккейный клуб Квебека был основан в 1878 году после создания конькобежного клуба Квебеке в 1877 году и строительства в том же году «Quebec Skating Rink». Команда играла в показательных играх как на своей домашней площадке, так и в Монреале. В 1880-х годах клуб играл в Montreal Winter Carnival, а в 1888 вступил в Любительскую хоккейную ассоциацию Канады, где выступал до 1898 года. С 1899 по 1905 год клуб выступал в Любительской хоккейной лиге Канады, а с 1906 по 1909 год в Любительской ассоциации Восточной Канады. Перед сезоном 1910 года CHA преобразовалась в NHA, клуб из Квебека стал выступать под названием «Квебек Бульдогз». С образованием в 1917 году NHL, первые два сезона клуб пропустил по финансовым причинам. Свои выступления клуб «Квебек Бульдогз» начал с сезона 1919 года, вернув своих хоккеистов, которые были отданы в аренду в другие команды. В числе вернувшихся оказался и Джо Малоун, забросивший в сезоне 1919-20 39 шайб и ставший лучшим бомбардиром набрав 48 очков. 31 января 1920 года Малоун установил рекорд NHL, забив 7 голов в одном матче (Квебек — Торонто 10:6). Однако клуб занял уверенно последнее место. Чемпионат прошёл в два круга, с отдельным набором очков.

## Regular season NHL
|         | GP | W | L  | T | GF | GA  | Pts |
| ------- | -- | - | -- | - | -- | --- | --- |
| 1919-20 | 24 | 4 | 20 | 0 | 91 | 177 | 8   |

## Знаменитые игроки
- Включенные в Зал хоккейной славы
- Расти Кроуфорд
- Томас Дундердэйл
- Джо Холл
- Джо Мэлоун
- Пэдди Моран
- Томми Смит
- Брюс Стюарт
- Ход Стюарт